# El Siglo Futuro

El Siglo Futuro (en espagnol ; littéralement « Le Siècle Futur ») est un ancien journal espagnol d’idéologie traditionaliste fondé en 1875 et dissout en 1936.
Fondé par Cándido Nocedal, il fut à l'origine affilié au carlisme, dont il aspira à devenir le porte-parole officiel. Il devint ensuite à partir de 1888 l’organe de presse du Parti intégriste, fondé par Ramón Nocedal, fils du fondateur qui en devint le directeur — après la scission des intégristes, ce fut El Correo Español qui assuma le rôle du Siglo —,,.
À partir de 1932, il retourna à la Communion traditionaliste, dont il fut l’organe officieux jusqu’à la guerre civile.
Le journal disparut à l’éclatement de la guerre civile, ses ateliers étant saisis par la CNT dès le 18 juillet. Selon Manuel Senante, alors directeur du journal, les « révolutionnaires » détruisirent la rédaction et une grande partie de son matériel.